# Mikołaj Luksemburski
Mikołaj Luksemburski (ur. 1322 w Luksemburgu, zm. 30 lipca 1358 w Belluno) – w latach 1349–1350, biskup Naumburg (Saale), a następnie w latach 1350–1358 patriarcha Akwilei.
Nieślubny syn króla Czech Jana Luksemburskiego. O jego matce brak wiadomości.
7 stycznia 1349 został biskupem Naumburg (Saale), a już w 1350 patriarchą Akwilei. Działał także jako dyplomata reprezentujący interesy Luksemburgów.